# Cradle of Filth : une bible de décadence et de ténèbres
Cradle of Filth : une bible de décadence et de ténèbres (en anglais : The Gospel of Filth: A Bible of Decadence & Darkness ) est un livre écrit par Gavin Baddeley et Dani Filth et traduit en français par David Perez. Il est publié en France en deux volumes dans la collection Camion Noir de l'éditeur Camion Blanc. Ce livre explore les influences du groupe de metal anglais Cradle of Filth.

## Contenu
D'après le site du traducteur, le livre est composé de dix chapitres : L'Angleterre ésotérique, La Femme fatale, Cauchemars d'enfance, L'Esthétique gothique, Élégance criminelle, L'Horreur, Satanisme, Sexe et drogues, Arockalypse now et Les Arts sombres.
Au sujet du livre, Dani Filth déclare dans une interview : « Chaque chapitre est centré sur le groupe, nos idéaux et notre esthétique, et explore les idées qui sous-tendent nos albums. Le livre est extrêmement documenté et écrit en majeure partie par Gavin Baddeley, un révérend de l'Église de Satan. C'est macabre, mais il y a aussi beaucoup d'humour ; on peut se marrer en le lisant. »